# Дидаскал
Дида́скал (грец. διδάσκαλος — учитель, наставник) — учитель у Стародавній Греції та Візантії. Також так називали вчителів у братських школах України і греко-латинських школах Московської держави 17 століття.